# Patras
Cet article possède un paronyme, voir Villers-Patras.
Patras (grec moderne : Πάτρα : Pátra ; katharévousa et en grec illyrien Πάτραι / Pátrai, latin : Patrae, français : Patras) est une ville de Grèce, située en Achaïe, dans le nord de la péninsule du Péloponnèse, sur le golfe homonyme ouvrant sur la mer Ionienne.

## Géographie
Comme d’autres villes méditerranéennes, Patras s’étire le long de la côte, serrée entre mer et montagne (le mont Panachéen la surplombe) sur 15 km de long et deux à cinq de large. Elle se situe à 215 km à l’ouest d’Athènes et possède quatre grands quartiers :
- la vieille ville, entourant le château ;
- la ville basse, où se trouvent le port et les commerces ;
- la zone industrielle ouest ;
- la zone industrielle est.

## Étymologie et mythologie
Patras est née d’un synœcisme entre sept villages dont Arrhoé (« labouré »), Anthée (« fleuri ») et Mesatis (« sis au milieu »). Son nom, en grec ancien Πάτραι Pátrai, « ceux de Patréus », est réputé, selon la mythologie grecque, provenir de Patréus (Πατρέας) fils de Preugène et neuvième descendant de Lacédémon (fondateur de Sparte). Les habitants de Patras devaient offrir chaque année en sacrifice la plus belle jeune fille et le plus beau garçon de leur ville, en châtiment d’un sacrilège commis autrefois dans le temple de la déesse Artémis par la prêtresse Cométho.

## Histoire
Patras est attestée sans interruption depuis plus de trois millénaires. Son devenir suit l’histoire antique de l’Achaïe, pays enchâssé entre le mont Érymanthe et la mer. Au Ve siècle av. J.-C., elle reste prudemment neutre pendant les guerres médiques et la Guerre du Péloponnèse. En 281/280, elle est parmi les douze cités cofondatrices de la ligue achéenne, dissoute plus tard par les Macédoniens, et passe sous domination romaine en 146 av. J.-C., après la destruction de Corinthe. Elle garde une certaine autonomie, émettant ses propres monnaies. On y a découvert de nombreuses stèles funéraires de gladiateurs, témoins de l’influence romaine.

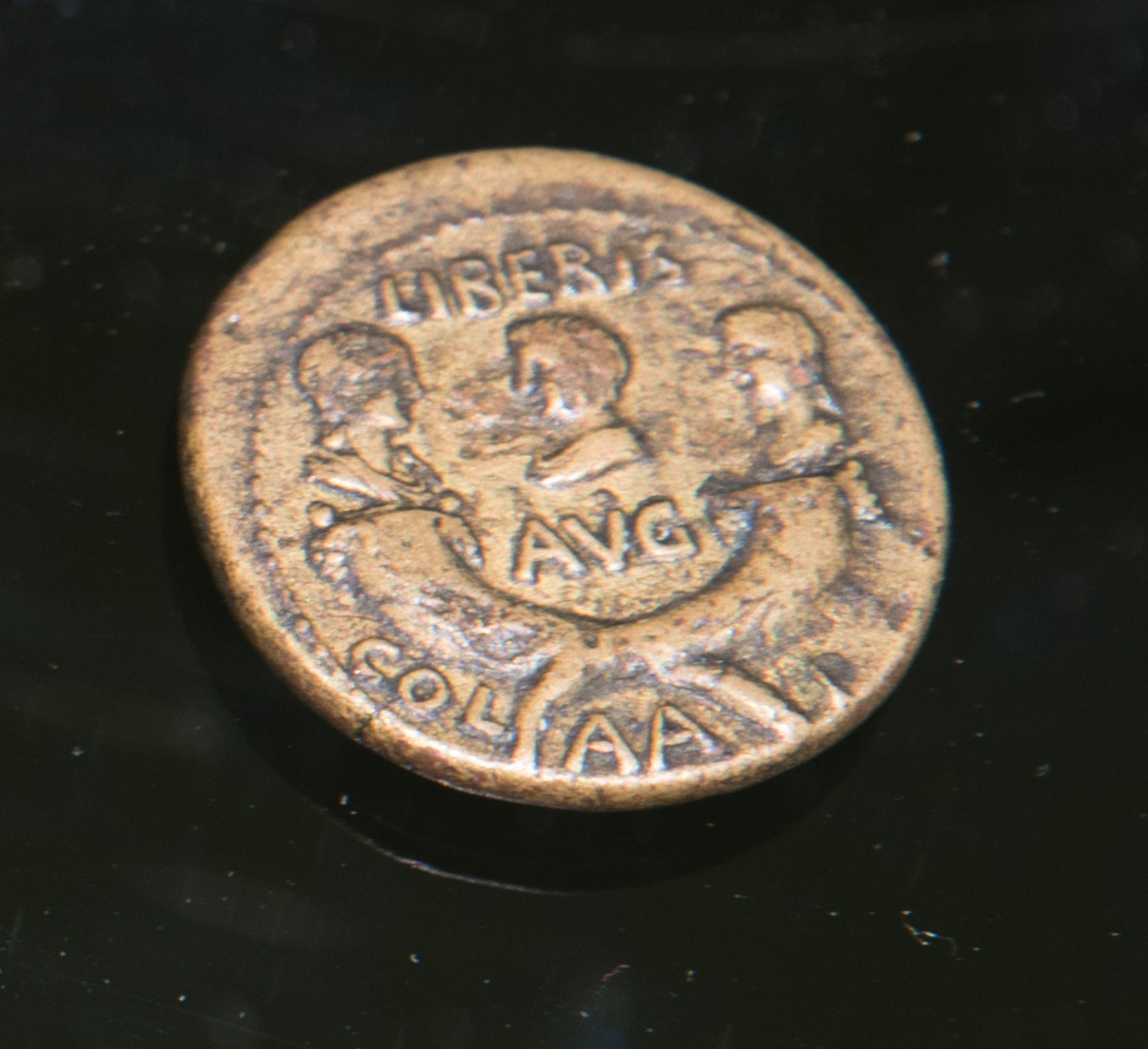
Monnaie en alliage cuivreux, frappée à Patrae, en l’honneur des enfants de l’empereur romain Claude.

À l’époque romaine, Patras est le port le plus actif du golfe de Corinthe et le point de passage incontournable des trajets entre l’Italie et l’Orient en passant par la Grèce, grâce à ses relations avec le port de Brindisi en Italie du Sud. Elle prospère : la population et la production artisanale de tissus fins augmentent, avec la création d’ateliers textiles. Dès lors, Patras fut aussi un important marché avec Corinthe et Athènes. En 31 av. J.-C., après la victoire d’Octave-Auguste à Actium, ce dernier fonde à côté de la cité de Patrae une colonie de vétérans nommée Colonia Patrensis, qui conduira à une réorganisation des régions de Grèce centrale et du Péloponnèse occidental.
La tradition ecclésiastique affirme que l’apôtre André y a été martyrisé et que ses reliques reposent dans la basilique portant son nom. Par la christianisation, Patras entre dans la civilisation byzantine mais subit les invasions gothiques au IVe siècle, slaves au VIIe siècle et sarrasines au VIIIe siècle, ce qui amène un déclin, bien qu’elle ait été relevée à chaque fois. En 1204, les croisés s’en emparent et son histoire suit dès lors, pendant deux siècles et quart, celle de l’état « latin » d’Achaïe. La cité puis le château sont reconquis par les Byzantins du despotat de Morée en 1429 et 1430, avant d’être finalement pris par les Ottomans en 1460. Durant la période « latine », la cité déjà siège d’une métropole orthodoxe, devient en 1205 le siège d’un archidiocèse catholique, disparu en 1441, qui constitue aujourd’hui le siège titulaire catholique de Patras (en).
Durant la période ottomane, la ville est appelée Balyabadra, prononciation turque de Παλάια / Paléa Patra (« ancienne Patras »). Elle revendique l’honneur d’avoir été parmi les premières villes grecques à s’être soulevées lors de la guerre d'indépendance grecque, sous l’impulsion de son archevêque Germanos ; la cité est cependant détruite par les combats au tout début de la guerre et les insurgés ne réussissent pas à s’emparer de la forteresse, qui est finalement prise par les troupes françaises le 14 octobre 1828, au cours de l’expédition de Morée.
Pendant la Seconde Guerre mondiale, Patras fut occupée par la Kriegsmarine et la Wehrmacht en 1941, remise aux forces italiennes jusqu’en octobre 1943, puis à nouveau reprise par les nazis qui fusillèrent de nombreux résistants et otages, et déportèrent les juifs grecs.

## Administration
Patras est le chef-lieu du dème homonyme et du district régional (département) d'Achaïe ; elle est également la capitale la périphérie (région) de Grèce-Occidentale, et celle du diocèse décentralisé de Péloponnèse-Grèce occidentale-Îles Ioniennes.

## Démographie
Avec 168 034 habitants en 2011, c’est la troisième ville du pays après Athènes et Thessalonique, et la plus peuplée du Péloponnèse.
| 1853   | 1861   | 1870   | 1879   | 1889   | 1896   |
| ------ | ------ | ------ | ------ | ------ | ------ |
| 15 854 | 18 342 | 16 641 | 25 494 | 33 529 | 37 985 |

| 1907   | 1920   | 1928   | 1951   | 1961   | 1971    |
| ------ | ------ | ------ | ------ | ------ | ------- |
| 37 728 | 52 174 | 61 278 | 87 570 | 96 100 | 112 228 |

| 1981    | 1991    | 2001    | 2007    | 2011    | 2021    |
| ------- | ------- | ------- | ------- | ------- | ------- |
| 142 163 | 161 782 | 171 616 | 180 000 | 213 984 | 215 922 |

## Économie
Patras est avec Igoumenítsa une « porte occidentale de la Grèce », port d’arrivée des ferries en provenance d’Italie et d’Espagne. C’est une ville principalement ouvrière et industrielle mais c’est aussi l’une des villes les plus pauvres de Grèce depuis la crise financière des années 2010, due à la dérégulation mondiale et aux endettements de la Grèce, en partie consécutifs aux Jeux olympiques de 2004. Le maire en est le communiste Kóstas Peletídis (en) élu en 2014.

## Transport

### Transport maritime

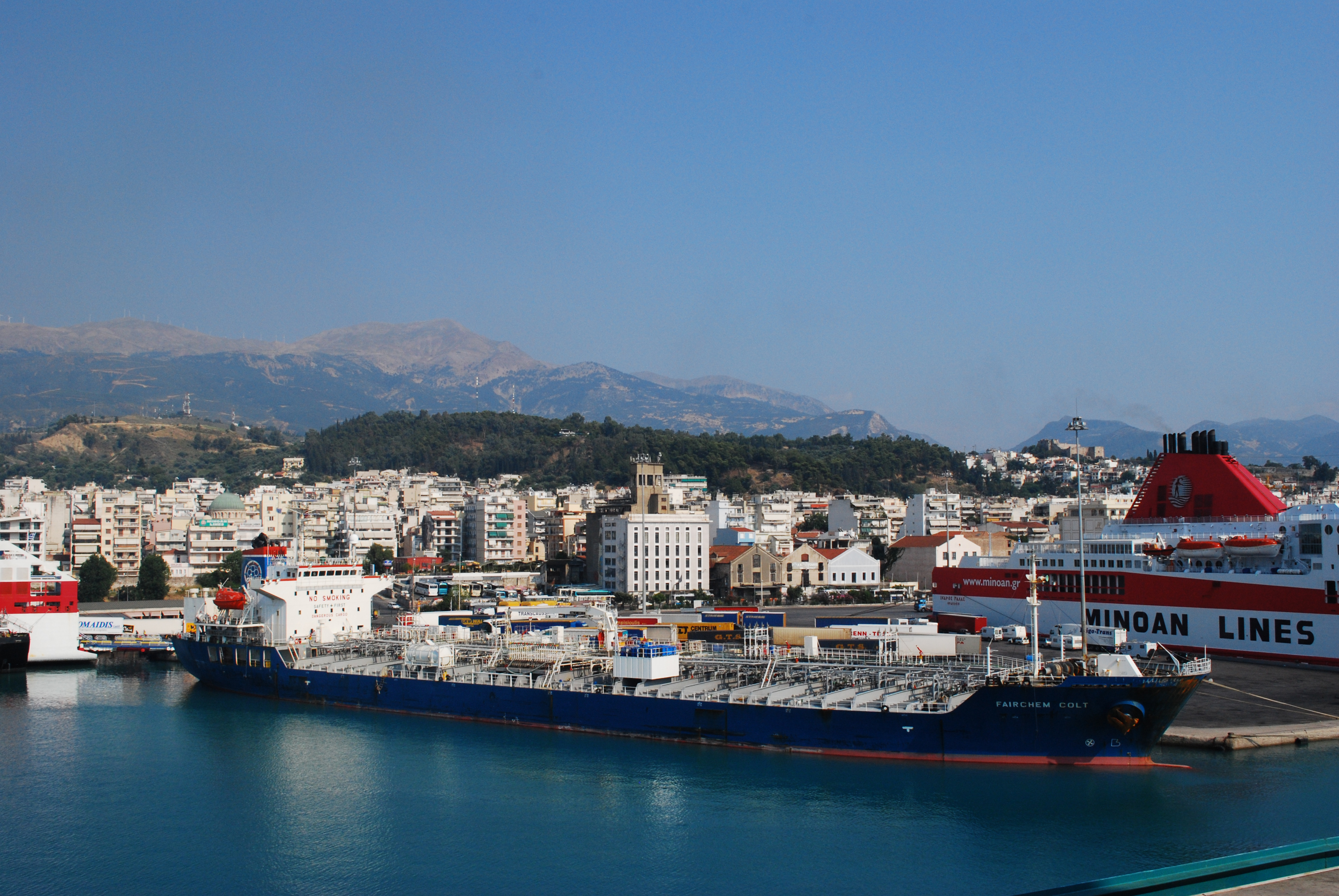
Patras vue du port.

Patras est le principal port de voyageurs sur le golfe de Patras à destination des îles Ioniennes (Zante, Céphalonie, Corfou, Ithaque) et de l’Italie.

### Transport ferroviaire
Elle a été tôt reliée par le train à Athènes, à 215 km à l’est. Mais faute de rentabilité, la voie ferrée a périclité à la fin du XXe siècle et les liaisons se font désormais par autocars ; seul le tronçon Paléa Achaïa-Psathopyrgos a été remis en usage en 2012 en tant que train de banlieue de Patras qui, lui, est rentable.

### Laisons routières
Patras est directement reliée au réseau routier grec.
Psathopyrgos se situe à proximité du pont suspendu Rion-Antirion qui traverse le golfe de Corinthe et relie le Péloponnèse à la Grèce continentale par l’autoroute A5, composante de la route européenne 55.
L'autoroute A8 (route européenne 65) relie Patras à Athènes.

### Transport par bus
La ville possède 15 lignes de bus dont 3 qui appartiennent à la municipalité ; la réintroduction d’un tramway moderne est à l’étude.

## Culture
Patras possède un institut de technologie et deux universités dont l’Université de Patras. C’est un important centre de recherches scientifiques notamment dans le domaine des technologies innovantes et des énergies renouvelables.
Son musée archéologique a été inauguré le 24 juillet 2009. Il est, avec 8 000 m², l'un des plus grands musées de Grèce, après le Musée national archéologique d'Athènes et le Musée de l'Acropole. Il retrace l’histoire de la région et de la ville de la préhistoire à la fin de l’époque romaine.
En hiver (du 17 janvier au lundi pur) s’y déroule l’un des plus célèbres carnavals helléniques, voire des Balkans, évoquant l’actualité sur le mode satirique.
En 2006, Patras a été capitale européenne de la culture.
Depuis 1872, Patras a un opéra, l'Apollon Theatre (en), d'architecture néo-classique. Il a été dessiné sur le modèle de la Scala de Milan.
Curiosités :
- basilique Saint-André l'Apôtre (orthodoxe située à l'ouest, catholique romaine au Centre)
- l'odéon romain et le stade-théâtre (el)
- la vieille ville sur les hauteurs
- le mont et parc forestier Panachéen

Équipements sportifs :
- Stade Pampeloponnisiakó
- Stade Kóstas-Davourlís
- Stade Andréas-Kanístras
- Stade de Prosfygiká

Alentours :
- Río et le pont Rion-Antirion (5 km)
- Naupacte (25 km)
- Parc national de Kotýchi-Strofyliá (35 km)
- Base militaire et aéroport d'Áraxos (37 km)
- Station de ski de Kalávryta (90 km)
- Village de Galaxídi (90 km)
- Olympie (100 km)
- Delphes (100 km).

## Personnalités liées à la commune
- L'apôtre André, crucifié à Patras en 62.
- Saint Saturnin, premier évêque de Toulouse, y serait né[12].
- Le personnage comique du Karaghiosis passe pour avoir été créé à Patras par Dimitris Sardounis.
- Kostís Palamás, poète, y est né en 1859.
- Stylianós Gonatás, Premier ministre dans les années 1920, y est né en 1876.
- André Mentzelopoulos, entrepreneur français, y est né en 1915.
- María Laïná, poétesse grecque, y est née en 1947.
- Kóstas Katsouránis, joueur de football évoluant au Benfica, y est né en 1979.
- Níkos Economópoulos, chanteur, y est né en 1983.
- Anastásios Christópoulos, juge.

## Jumelages
| Ville | Ville               | Pays | Pays               | Période                      |
| ----- | ------------------- | ---- | ------------------ | ---------------------------- |
|       | Aleksinac           |      | Serbie             |                              |
|       | Ancône              |      | Italie             |                              |
|       | Banja Luka,         |      | Bosnie-Herzégovine | depuis 1995                  |
|       | Bari                |      | Italie             |                              |
|       | Brindisi            |      | Italie             |                              |
|       | Byblos              |      | Liban              |                              |
|       | Bydgoszcz           |      | Pologne            |                              |
|       | Chișinău            |      | Moldavie           |                              |
|       | Craiova             |      | Roumanie           |                              |
|       | Debrecen,           |      | Hongrie            |                              |
|       | Famagouste          |      | Chypre             |                              |
|       | Focșani             |      | Roumanie           |                              |
|       | Gjirokastër         |      | Albanie            |                              |
|       | Kaliningrad,        |      | Russie             | depuis le 31 mars 2015       |
|       | Kharkiv             |      | Ukraine            |                              |
|       | Limassol,           |      | Chypre             | depuis le 1er septembre 2001 |
|       | Loutsk,             |      | Ukraine            | depuis le 10 septembre 2013  |
|       | Ohrid               |      | Macédoine du Nord  |                              |
|       | Reggio de Calabre   |      | Italie             |                              |
|       | Saint-Étienne,      |      | France             | depuis 1990                  |
|       | Savannah            |      | États-Unis         |                              |
|       | Split               |      | Croatie            |                              |
|       | Ville de Canterbury |      | Australie          |                              |
|       | Vilnius             |      | Lituanie           |                              |
|       | Wuxi                |      | Chine              |                              |